# علم مبادئ الشعر
علم مبادئ الشعر هو علم باحث عن مقدمات تخييلية يحصل منها الترغيب أو الترهيب، وتختلف تلك المقدمات بحسب قوم وقوم. فمن تلك المقدمات أو المفتتحات الوقوف على الاطلال و ذكر الخمر والتحدث عن الرحلة. وموضوعه: الشعر من حيث مقدماته المناسبة من تتبع الأمور التخييلية. ومباديه تحصل من تتبع أشعار الناس بحسب قوم وقوم، والغرض منه تحصيل ملكة إيراد الكلام الشعري على مواد متناسبة وغايته الاحتراز عن الخطأ فيها، وكتاب الشعر من مواد الأقيسة المذكورة في الكتب الحكمية نافع في هذا الباب.